# Maximilien-Alfred-Théodore Chevalier de Nève de Roden
Maximilien-Alfred-Théodore Chevalier de Nève de Roden, belgijski general, * 2. junij 1878, † 1. avgust 1952.